# ウェルズ・ヴェルティージュ
ウェルズ・ヴェルティージュ（Wells Vertige）はウェルズ・モーターカーズ（Wells Motor Cars）が設計・製造・販売するライトウエイトスポーツカーである。

## 概要
ヴェルティージュは2014年に設立されたイギリスのウェルズ・モーターカーズで2016年にプロジェクトがスタート。軽量でモダンなスポーツカーを目指し、経験豊富なエンジニアとデザイナーによって設計された。２年間の集中的なCADによる設計および開発作業が行われ、2018年から2019年にかけて3つのプロトタイプを誕生させた。テストを重ね、2021年にグッドウッド・フェスティバル・オブ・スピードで発表。生産開始となった。

## 特徴
ヴェルティージュがもつ特徴は、クラシックスポーツカーを踏襲したミッドシップエンジン・リアドライブかつ独立したアルミ製ダブルウィッシュボーン式サスペンションをもつこと。車体の乾燥重量795 kgと非常に軽量であること。長時間のドライブや普段使いという場面も想定して作られていること。以上の3つである。
エンジンはフォード製で2 Lの直列4気筒自然吸気エンジンを搭載。軽量化のために、特にエンジン、ブレーキキャリパー、フロアパネルにアルミニウムを多用している。さらに、パワーウィンドウは付いていない。
また、50 Lの燃料タンク、206 Lの照明付きラゲッジスペース、人間工学に基づいた木製のシフトレバーを装備。より良いドライビングポジションをとるための設計・ステアリングの調整機能などがあり、長時間のドライブや普段使いといった場面にも対応している。

## メカニズム
エンジンはフォード製で2Lの直列4気筒自然吸気エンジンを搭載。スペックは最高出力208 bhp、最大トルク210 Nm/6,200 rpmをそれぞれ発生する。駆動方式は後輪駆動で、6速マニュアルトランスミッションが組み合わせられる。